# Regina Sterz
Regina Mader-Sterz (ur. 23 marca 1985 w St. Johann in Tirol) – austriacka narciarka alpejska, brązowa medalistka w supergigancie na mistrzostwach Austrii 2003.
Najlepszym wynikiem Sterz na zimowych igrzyskach olimpijskich jest 14. miejsce w zjeździe podczas Zimowych Igrzysk Olimpijskich 2010 w kanadyjskim Vancouver.
Sterz dwa razy uczestniczyła na mistrzostwach świata. Jej najlepszym wynikiem na zawodach tej rangi to 17. miejsce w supergigancie podczas Mistrzostw Świata 2013 w austriackim.
Sterz w Pucharze Świata zadebiutowała 14 stycznia 2007 roku w superkombinacji w austriackiej miejscowości Altenmarkt im Pongau, jednak w tych zawodach zajął miejsce poza pierwszą trzydziestką. Pierwsze punkty zdobyła 7 grudnia 2008 roku zajmując 23. miejsce w supergigancie w Lake Louise.

## Osiągnięcia

### Zimowe igrzyska olimpijskie
| Igrzyska       | Konkurencja | Czas    | Wynik | Zwycięzca    |
| -------------- | ----------- | ------- | ----- | ------------ |
| Vancouver 2010 | Zjazd       | 1:47.53 | 14.   | Lindsey Vonn |

### Mistrzostwa świata
| Mistrzostwa                 | Konkurencja | Czas    | Wynik | Zwycięzca       |
| --------------------------- | ----------- | ------- | ----- | --------------- |
| Garmisch Partenkirchen 2011 | Zjazd       | 1:50.33 | 23.   | Elisabeth Görgl |
| Schladming 2013             | Supergigant | 1:37.09 | 17.   | Tina Maze       |
| Schladming 2013             | Zjazd       | 1:52.05 | 18.   | Marion Rolland  |

### Puchar Świata

#### Miejsca w klasyfikacji generalnej
- 2008/2009 – 63. miejsce
- 2009/2010 – 68. miejsce
- 2010/2011 – 39. miejsce
- 2011/2012 – 75. miejsce
- 2012/2013 – 33. miejsce
- 2013/2014 – 24. miejsce
- 2014/2015 – 61. miejsce